# Обержонуа, Рене
Рене Мюра Обержонуа (англ. René Murat Auberjonois, 1 июня 1940 года — 8 декабря 2019 года) — американский актёр, режиссёр. Известен благодаря исполнению роли Одо в телесериале «Звёздный путь. Глубокий космос девять» и роли Джона Мулкахи в кинофильме «Военно-полевой госпиталь».

## Биография
Рене родился в Нью-Йорке. Его отец, уроженец Швейцарии Фернан Обержонуа (1910—2004), был иностранным корреспондентом времен холодной войны и номинантом Пулитцеровской премии. Его дед по отцовской линии, Рене Аубержонуа, был швейцарским художником-постимпрессионистом.
После Второй мировой войны его семья переехала в Париж, где в раннем возрасте он решил стать актёром. Через несколько лет семья вернулась в США и присоединилась к артистам в округе Рокленд (Нью-Йорк), среди которых были Берджесс Мередит, Джон Хаусман и Хелен Хейс.
Семья Рене также успела пожить в Лондоне, где он окончил среднюю школу, одновременно изучая театральное искусство. Окончил Технологический институт Карнеги в 1962 году.
Рене умер в Лос-Анджелесе в возрасте 79 лет от рака легких.

## Театральная карьера
После колледжа Рене работал с несколькими театральными компаниями, начиная с престижной арены в Вашингтоне, а затем в Лос-Анджелесе и Нью-Йорке, участвуя в различных театральных постановках. Он помог основать Американский театр консерватории в Сан-Франциско, форум Mark Taper в Лос-Анджелесе и Бруклинскую академическую музыкальную репертуарную компанию в Нью-Йорке. Был участником летней театральной программы в 1962 году.

## Семья
- Иоахи́м Мюра́т (1767—1815) — прапрапрапрадед, наполеоновский маршал и король Неаполитанского королевства.
- Кароли́на Бонапа́рт (1782—1839) — прапрапрапрабабка, самая младшая из сестёр Наполеона Бонапарта.
- мать деда, по материнской линии, Евдокия Михайловна Сомова (Eudoxia Michailovna Somova) — русская дворянка
- дед, Рене Обержонуа — французско-швейцарский художник, пост-импрессионист .
- отец, Фернан Обержонуа[фр.] — иностранный корреспондент, был удостоен Пулитцеровской премии.
- мать, принцесса Лаура Луиза Наполеон Эжени Каролин Мурат (princess Laure Louise Napoléone Eugénie Caroline Murat) — праправнучка Иоахима Мюрата (Joachim Murat), и Каролины Бонапарт, сестры императора Наполеона.
- Дети: Тесса Обержонуа (Tessa Auberjonois) и Реми Обержонуа (Remy Auberjonois).

## Фильмография
- Кинг Конг (1976) в роли Роя Бэгли
- Сериал «Звёздный путь: Глубокий космос 9» (1993—1999)  в роли начальника службы безопасности Одо
- Патриот (фильм, 2000) в роли преподобного Оливера
- Сериал «Юристы Бостона» (2004—2008) в роли Пола Льюистона